# هنگام درو
هنگام درو رمانی از جیم کریس نویسنده بریتانیایی است. کریس اظهار داشته‌است که هنگام درو آخرین رمان وی خواهد بود.

## جوایز
هنگام درو در فهرست نهایی جایزه من بوکر ۲۰۱۳ قرار گرفت، و در فهرست نهایی جایزه ادبی گلداسمیت حاضر شد، جایزه والتر اسکات (۲۰۱۴)، و جایزه یادبود جیمز تیت بلاک ۲۰۱۳ و جایزه ادبی بین‌المللی دوبلین در سال ۲۰۱۵ را دریافت کرد. در سال ۲۰۱۹، هنگام درو در فهرست ۱۰۰ کتاب برتر قرن ۲۱ در روزنامه گاردین در رتبه ۸۱ قرار گرفت.